# Jazīreh-ye Eslāmī
Jazīreh-ye Eslāmī (persiska: جزیره اسلامی, Jazīreh-ye Shāhī, Shebh-e Jazīreh-ye Eslāmī, شبه جزیره شاهی, Shebh-e Jazīreh-ye Shāhī) är en ö i Iran.   Den ligger i provinsen Östazarbaijan, i den nordvästra delen av landet, 600 km väster om huvudstaden Teheran. Arean är 230 kvadratkilometer. Trakten runt Jazīreh-ye Eslāmī består i huvudsak av gräsmarker.